# 警報 刑警×女友×完全惡女
《警報 刑警×女友×完全惡女》（サイレーン 刑事×彼女×完全悪女），日本關西電視台於2015年10月20日起播出的火十電視劇。主演為松坂桃李。此劇改編自漫畫家山崎紗也夏於2013年至2015年在《Morning》漫畫雜誌連載的作品《警報》。

## 設定
背景設定由原著的架空縣警局改編為實際的日本警視廳，並增加女主角豬熊夕貴個人的親屬關係及與男主角里見偲的半同居關係，結局亦與原著不同。

## 故事簡介
表面上同屬機動搜查隊的里見偲與猪熊夕貴是互相較勁的同事，但其實是以結婚為前提交往的情侶，因為警察局內有「同部門同事不能戀愛」的不成文規定，兩人因而隱瞞交往的事實。
某一天，里見與猪熊在初期調查俱樂部小姐的死亡事件時，在店裡遇到了神祕女子橘加拉，自此加拉對夕貴暗地進行一連串的跟蹤行為，甚至開始在她身邊出現，並試圖接近里見，而其實她正是多宗不同殺人事件的主謀……。

## 登場人物

### 主要人物
- 里見偲：松坂桃李（香港配音：陳耀楠）

警視廳機動捜査隊成員，猪熊夕貴的男朋友。跟夕貴約定只要其中一人能進入搜査一課就結婚，但覺得能夠二人一起查案也不壞。嗅覺跟聽覺以及運動細胞也很靈敏，喜歡看有關於犯罪學的書籍及推理小說。
- 豬熊夕貴：木村文乃（少年時期：田中莉香子）（香港配音：凌晞）

警視廳機動捜査隊成員，里見偲的女朋友。正義感很強，在小時候因此遭受欺負。希望能升到搜査一課。是豬熊家的養女，喜歡運動。
- 橘加拉：菜菜緒（香港配音：張頌欣）

表面上是夜店小姐，但其實是多宗不同殺人事件的兇手。學過柔術，力氣很大。為達到目的，不惜花費時間心機去接近及利用身邊的人。因為某種原因對夕貴很感興趣而去接近她。
真實身份為十和田幸，豬熊夕貴的雙胞胎姐姐，為了奪走夕貴的一切偽裝成橘加拉接近她，真正的橘加拉則被她殺害埋在山裡。

### 櫻中央署
- 千歳弘子：山口紗彌加（香港配音：謝潔貞）

櫻中央署生活安全課成員。
- 安藤實：船越英一郎（香港配音：葉振聲）

櫻中央署刑事課長，輕視部下的發言，對偲總是對案件可疑之處的抱有疑問感到不滿，很看重夕貴。
- 速水翔：北山宏光（Kis-My-Ft2）（香港配音：張裕東）

櫻中央署刑事課成員，被人稱為小矮子。為了能升遷到搜査一課而可以不擇手段，想比他人先一步立功。視同樣想要以搜査一課為目標的夕貴及偲為競爭對手。
- 徳永大輔：西尾宇宙（香港配音：林筠翔）

翔的跟班。
- 三宅涼介：高田翔（小傑尼斯）（香港配音：陳成港）

櫻中央署池之橋交通巡査，後被調職至警視廳機動捜査隊。偲跟夕貴的後輩。
- 雨宮光：岡崎紗繪（香港配音：廖杏茵）

櫻中央署生活安全課婦警。

### 豬熊家
- 猪熊三樹：藤吉久美子（香港配音：許盈）

夕貴的養母。自稱當年當警察時有不少追求者。
- 猪熊文一：大杉漣（香港配音：陳永信）

夕貴的養父。機動搜查隊偲的前上司，擁有柔道六段，很疼夕貴。

### 其他
- 月本圭：要潤（香港配音：蘇強文）

月本整容醫院的整容醫生，也是高級賣淫集團的老闆。表面上態度輕浮，因為有把柄被加拉握住而跟她有所往來。只喜歡年輕的小女孩。
- 愛：佐野日向子（香港配音：成瑤孆）

高級賣淫集團的小姐之一，協助偲尋找破案線索。
- 里奈：入山杏奈（AKB48）（香港配音：黃淑芬）

高級賣淫集團的小姐之一，協助偲尋找破案線索。
- 倉本真理：笛木優子（第4、7－9集）（香港配音：詹健兒）

麻彌的擔當醫生，對偲有興趣。
- 渡公平：光石研（香港配音：劉昭文）

設計師。因為開車險些撞到加拉，得知對方無家可歸而讓她暫住家中，對加拉有意思。但其實因為從他家中可以看到偲跟夕貴的家，加拉才以此計讓自己住到公平家中。

### 客串角色

#### 第1集
- 狐坂瞳：青山惠（第2、7集）

在夜店「MAX」被發現服食過量安眠藥及急性酒精中毒致死的小姐。
- 高野乃花：足立梨花（第2集）（香港配音：黃昕瑜）

加拉的朋友，在整容醫院認識對方。於美甲店上班。
- 山田元子：由井香織

被連環殺人犯殺死的受害者。
- 伊澤明弘：板尾創路（香港配音：李錦綸）

計程車司機。因為對於自己人生感到不滿，而開始襲擊女性。
- 狐坂：野添義弘（香港配音：黃子敬）

狐坂瞳的父親。

#### 第2集
- 江津孝明：岡田義德（香港配音：李安邦）

在鬧市持刀無差別地攻擊路人的傷人犯。
- 嫌疑犯：駒木根隆介（香港配音：劉奕希）

被偲跟夕貴跟縱的胖子嫌疑犯。
- 嫌疑犯：尾花貴繪

跟胖子嫌疑犯交易的女生。
- 辣妹：星野香織、七海奈奈
- 路人：小芝風花

被江津盯上的女子，姊妹花中的妹妹。

#### 第3集
- 田澤麻彌：三上紗彌（第4、8集）

從群馬離家出走的十六歲少女，被加拉帶到月本整容所，希望能夠整容，被加拉弄至昏迷不醒。

#### 第5集
- 高槻徹：長澤航也

八年前由偲作為第一位到場的警察的便利店事件死者，也是當年加拉的男朋友。
- 高槻的父親：山崎一（香港配音：招世亮）
- 舞川：石井正則（第6集）（香港配音：蕭徽勇）

加拉在俱樂部的常客，已經指定對方長達八年。

#### 第6集
- 日比野真昼：中別府葵（第7、9集）

加拉常去的拳館的客人，被稱為「第二加拉」，很憧憬對方。

#### 第7集
- 良子：中島亞梨沙（第9集）（香港配音：劉惠雲）

加拉及十和田幸高中時代的同學。
- 良子的父親：薄井伸一（香港配音：潘文柏）

#### 第8集
- 管理員：大石吾朗（香港配音：黃子敬）

夕貴所租住的女子宿舍的管理員。
- 幸的父親：加瀬信行

十和田幸的養父，生前嗜酒成性並對家人施暴，被幸從橋上推下偽裝成自殺。

#### 第9集
- 十和田惠美：川島美津子

幸的養母，在丈夫死後出現痴呆症狀。

## 幕後人員
- 原著：山崎紗也夏（日语：山崎紗也夏）《警報》（講談社晨報KC刊）
- 編劇：佐藤嗣麻子
- 導演：本橋圭太、白木啓一郎
- 副導演：大内隆弘
- 配樂：住友紀人
- 主題曲：《太陽に笑え》Anly（Sony Music Records）
- 插曲：《Girl A》［Alexandros］（環球音樂 (日本)）
- 警察監修：Team五社
- 動作指導：釼持誠
- 技術協助：VAL ENTERPRISE
- 美術協助：朝日電視台Create
- 攝影：内山久光、石川男志
- 燈光：森泉英男
- 剪接：矢野数馬
- 開場標題：熊本直樹、石向洋祐
- 美術製作：秋元博
- 設計：杉本亮、我妻弘之
- 美術進行：野末晃子
- 造型師：百瀨豪（負責松坂桃李、木村文乃造型）、多木成美（負責菜菜緒造型）
- 組織：南口博孝、藤井修（富士電視台）
- 節目宣傳：豐増雄、前田香久
- 廣告：宮內覺
- 監製：三宅喜重、河西秀幸、平部隆明
- 製作人：稻葉有也
- 製作出品：關西電視台

## 播放日期
| 集數                                                  | 播出日   | 日文標題                                                                                 | 中文標題                                                                                      | 導演       | 收視率 |
| ----------------------------------------------------- | -------- | ---------------------------------------------------------------------------------------- | --------------------------------------------------------------------------------------------- | ---------- | ------ |
| 1                                                     | 10月20日 | 今夜開幕！ 相棒刑事は恋人…猟奇殺人現場に現れた完全悪女が僕の彼女を獲物にした… 謎を追え！ | 今晚開幕！ 刑警拍檔是年長的戀人…在獵奇殺人事件中出現的完全惡女盯上女友為獵物！ 追尋謎底真相！ | 本橋圭太   | 12.9%  |
| 2                                                     | 10月27日 | 刑事vs美しき女殺人鬼…暴け黒幕の影                                                        | 刑警vs美女殺人鬼!…曝露的黑幕影子                                                              | 本橋圭太   | 6.3%   |
| 3                                                     | 11月3日  | 衝撃の新展開…美しき殺人鬼次の犠牲者                                                      | 衝擊的新展開！美女殺人鬼的下一個犧牲者                                                        | 白木啓一郎 | 8.6%   |
| 4                                                     | 11月10日 | 急展開 刑事反撃…完全悪女と熾烈な攻防                                                     | 急速展開 刑警反撃…與完全惡女激烈的攻防                                                        | 白木啓一郎 | 8.1%   |
| 5                                                     | 11月17日 | 悪女の棲家…遂に暴く正体                                                                  | 惡女的居所…真正身份終於曝光                                                                   | 本橋圭太   | 8.5%   |
| 6                                                     | 11月24日 | ついに悪女が計画実行…刑事破滅の危機                                                      | 最後的惡女計畫實行…刑警破滅的危機                                                             | 浜弘大     | 7.3%   |
| 7                                                     | 12月1日  | 悪女が恋人に牙をむく…驚愕禁断の過去                                                      | 惡女向戀人伸出獠牙…驚愕禁斷的過去                                                             | 白木啓一郎 | 8.1%   |
| 8                                                     | 12月8日  | ついに死闘決着…悪女の終焉恋人を救え                                                      | 最後的死鬥終結…拯救惡女的臨終戀人                                                             | 本橋圭太   | 8.0%   |
| 最終話                                                | 12月15日 | 遂に決着…刑事vs完全悪女震撼の真相                                                        | 迎來終結…刑警vs完全惡女震撼的真相                                                             | 本橋圭太   | 11.5%  |
| 平均收視率8.81%（收視率由關東地區Video Research調查） |          |                                                                                          |                                                                                               |            |        |